# Ричардсон, Мэри
Мэ́ри Рэ́лей Ри́чардсон (англ. Mary Raleigh Richardson; 1882/83  — 7 ноября 1961, Гастингс, Великобритания) — британская суфражистка канадского происхождения, лидер женского подразделения Британского союза фашистов.

## Биография
Мэри Ричардсон родилась в 1889 году. Многие суфражистки того времени, оскорблённые отказом в требуемых ими парламентских реформах, прибегали ко всё более решительным действиям. Ричардсон считалась среди них одной из самых воинственных — она занималась поджогами, била окна в Министерстве внутренних дел, взрывала железнодорожные станции. Её арестовывали 9 раз, в общей сложности она отсидела в исправительных учреждениях около 3 лет.
Один из самых известных её актов вандализма — повреждение картины «Венера с зеркалом». 10 марта 1914 года Ричардсон явилась в Лондонскую Национальную галерею и несколько раз ударила полотно ножом. Впоследствии она написала, что это был акт протеста против ареста её подруги г-жи Панкхёрст.
Вскоре Ричардсон вступила в Британский союз фашистов и стала лидером его женского подразделения (совместно с Норой Элам и Мэри Аллен). Официально её должность называлась «политический секретарь». В 1935 году, разочаровавшись в искренности позиций союза по женскому вопросу, покинула его и более не принимала участия в политической жизни.
Усыновила мальчика по имени Роджер Роберт. В 1953 году опубликовала автобиографию «Смешной вызов. Автобиография сражающейся суфражистки, изрезавшей знаменитую Венеру с зеркалом в Национальной галерее!» (англ. Laugh a Defiance. The autobiography of the fighting Suffragette who slashed the famous Rokeby Venus in the National Gallery!). Умерла 7 ноября 1961 года в Гастингсе, Великобритания от сердечной недостаточности и бронхита, ей было 78 лет. Её помнили как женщину, которая 47 лет назад напала на «Венеру». Большинство газет, которые сообщали о ее смерти, называли Ричардсон прозвищем 1914 года — «Убийца Мэри».